# Burg Lauenbrück
Die Burg Lauenbrück ist eine abgegangene spätmittelalterliche Landesburg des Herzogtums Braunschweig und Lüneburg in der Gemeinde Lauenbrück im niedersächsischen Landkreis Rotenburg (Wümme). Die Burg ist als Grenzburg zum Bistum Verden und zur Kontrolle eines wichtigen Übergangs über den Zusammenfluss von Wümme und Fintau errichtet worden.

## Geschichte
Erstmals erwähnt wird Burg Lauenbrück in einer Urkunde von 1358, die den Kauf von drei Höfen durch Herzog Wilhelm II. von Braunschweig-Lüneburg im Dorf „Palingebrughe“ behandelt, wo der Herzog die Burg „Leuwenb(rughe)“ errichtet habe. Die Burggründung kann wiederum erst nach 1354 geschehen sein, denn erst zu diesem Zeitpunkt hatten die Herzöge das Lauenbrücker Gebiet vom Bistum Verden als Ausgleich für geleistete militärische Unterstützung erhalten. Ab 1378 war die Burg als verpfändet, bis 1493 die Herren von Bothmer mit ihr belehnt wurden. Im Dreißigjährigen Krieg wurde die Burg durch kaiserliche Truppen niedergebrannt, anschließend aber wieder aufgebaut. Nachdem die Herren von Bothmer ihren Wohnsitz 1732 auf ihr barockes Mecklenburger Schloss Bothmer verlegt hatten, wurde Lauenbrück bis 1848 nur noch durch Verwalter und Pächter bewirtschaftet. 1775 brannte das Herrenhaus durch einen Blitzschlag ab. Das neue Herrenhaus wurde zwischen 1858 und 1860 auf der nördlichen Seite der Wümme unter Verwendung von Baumaterial des Vorgängers errichtet.

## Beschreibung
Über die Gestalt der Niederungsburg ist nur sehr wenig bekannt. Ihre Befestigung bestand aus einem ungefähr kreisförmigen Wall von ca. 100 m Durchmesser, der von einem Wassergraben umgeben war. Heute ist nur noch dieser Graben erhalten. Von der ihn überquerenden Brücke wurden 1999 Eichenpfähle aus dem Grund der Wümme geborgen.